# Альдама (муниципалитет Тамаулипаса)
Альдама (исп. Aldama) — муниципалитет в Мексике, штат Тамаулипас с административным центром в одноимённом городе. Численность населения, по данным переписи 2010 года, составила 29 470 человек.

## Общие сведения
Название Aldama дано в честь участника войны за независимость Игнасио Альдамы.
Площадь муниципалитета равна 3819 км², что составляет 4,76 % от общей площади штата, а наивысшая точка — 860 метров, расположена в поселении Эль-Пуэблито.
Альдама граничит с другими муниципалитетами штата Тамаулипас: на севере с Сото-ла-Мариной, на юге с Альтамирой, на западе с Гонсалесом и Касасом, а на востоке омывается водами Мексиканского залива.

## Учреждение и состав
Муниципалитет был образован в 1825 году, в его состав входят 448 населённых пунктов, самые крупные из которых:
| Код INEGI | Населённый пункт                                                                               | Численность населения (2005 год) | Численность населения (2010 год) |
| --------- | ---------------------------------------------------------------------------------------------- | -------------------------------- | -------------------------------- |
| 002       | Всего                                                                                          | 27676                            | 29470                            |
| 0001      | Альдама (исп. Aldama) 22°55′10″ с. ш. 98°04′25″ з. д.                                          | 12880                            | 13661                            |
| 0021      | Барра-дель-Тордо (исп. Barra del Tordo) 23°03′07″ с. ш. 97°46′15″ з. д.                        | 803                              | 887                              |
| 0151      | Нуэво-Прогресо (Ла-Гавиота) (исп. Nuevo Progreso (La Gaviota)) 23°10′31″ с. ш. 97°57′01″ з. д. | 706                              | 694                              |
| 0097      | Франсиско-Мадеро (исп. Francisco I. Madero) 22°49′49″ с. ш. 98°06′10″ з. д.                    | 465                              | 562                              |
| 0109      | Ихинио-Тангума (исп. Higinio Tanguma) 22°51′15″ с. ш. 98°15′16″ з. д.                          | 466                              | 527                              |
| 0146      | Морон (исп. Morón) 22°43′43″ с. ш. 97°51′50″ з. д.                                             | 331                              | 476                              |
| 0128      | Эль-Лусеро (исп. El Lucero) 22°54′42″ с. ш. 98°07′45″ з. д.                                    | 341                              | 401                              |

## Экономика
По статистическим данным 2000 года, работоспособное население занято по секторам экономики в следующих пропорциях: сельское хозяйство, скотоводство и рыбная ловля — 47,6 %, промышленность и строительство — 15,2 %, сфера обслуживания и туризма — 35,3 %, прочее — 1,9 %.

## Инфраструктура
По статистическим данным 2010 года, инфраструктура развита следующим образом:
- электрификация: 95,3 %;
- водоснабжение: 91,7 %;
- водоотведение: 65,4 %.

## Фотографии

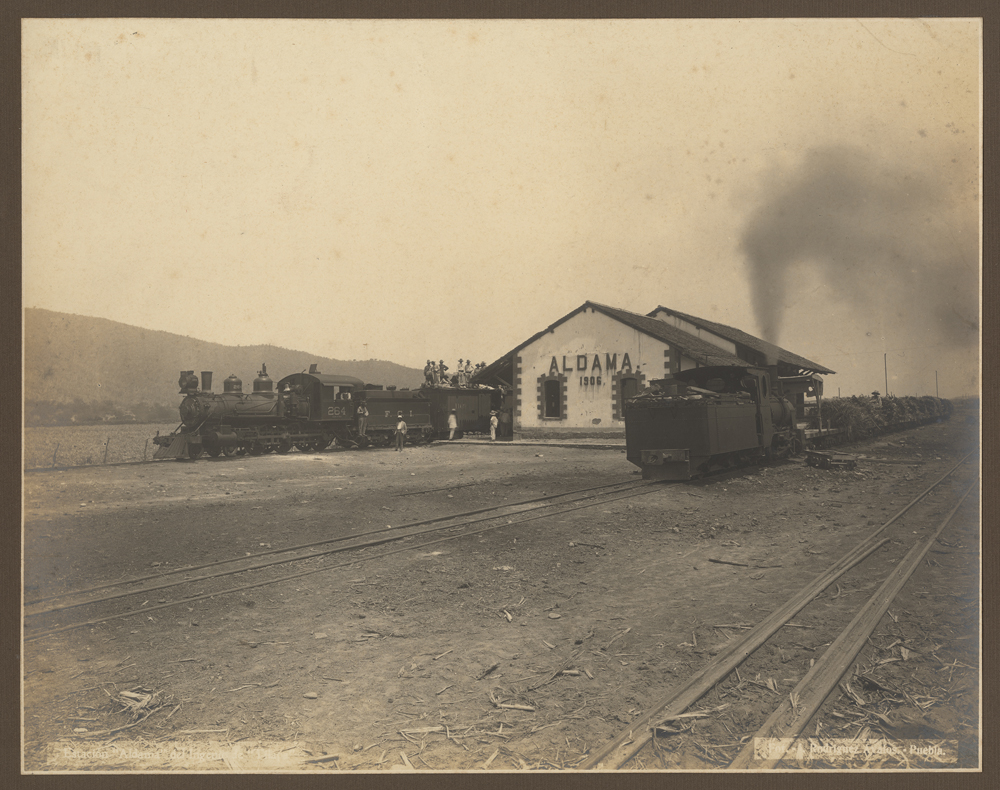
Ж/д станция в Альдаме, 1905 год
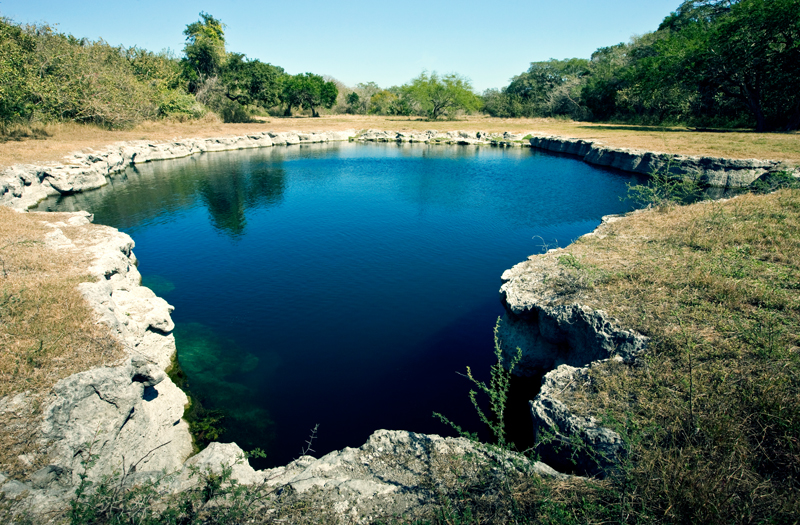
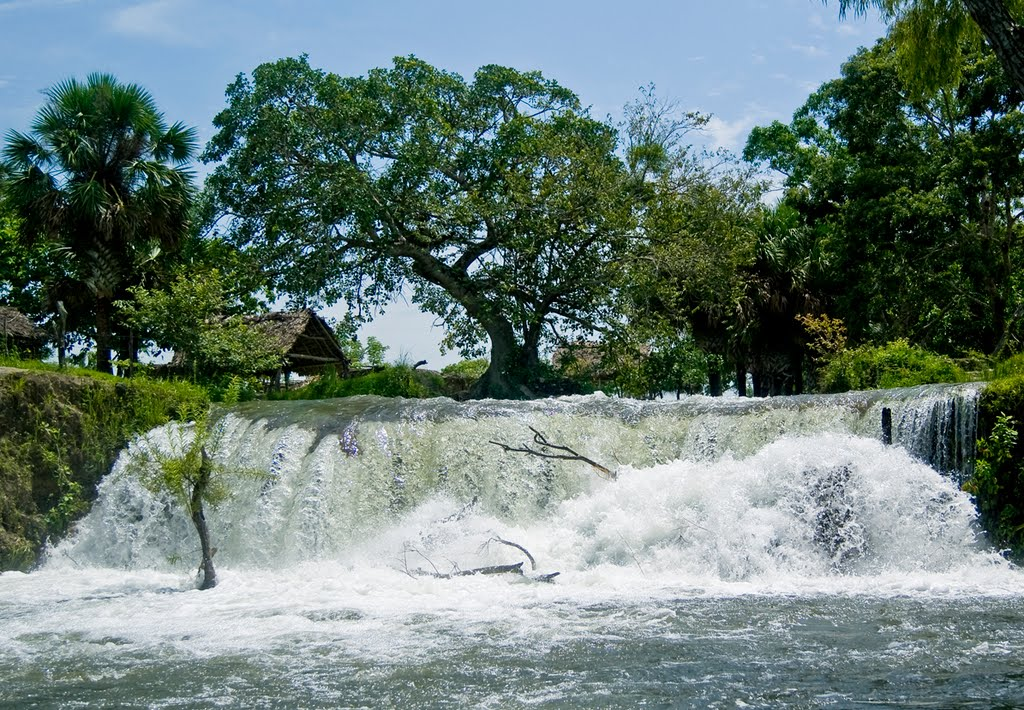
Эль-Сальто